# 오수나 (가수)
오수나 (Ozuna, 1992년 3월 13일 ~ )는 푸에르토리코인의 가수이다.